# Ганьяк-сюр-Гарон
Ганья́к-сюр-Гаро́н (фр. Gagnac-sur-Garonne, окс. Ganhac de Garona) — коммуна во Франции, находится в регионе Юг — Пиренеи. Департамент — Верхняя Гаронна. Входит в состав кантона Тулуза-14. Округ коммуны — Тулуза.
Код INSEE коммуны — 31205.

## География

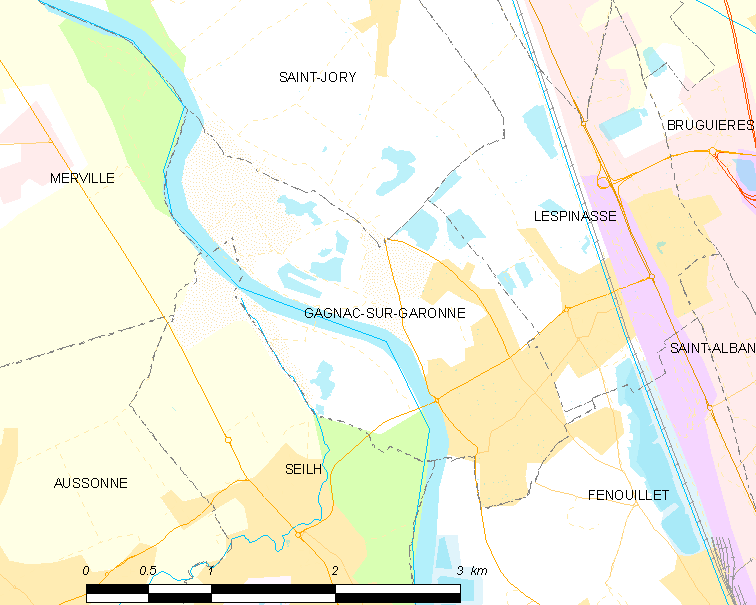
Карта коммуны

Коммуна расположена приблизительно в 580 км к югу от Парижа, в 12 км к северо-западу от Тулузы.
По территории коммуны протекает река Гаронна.

## Климат
Климат умеренно-океанический. Зима мягкая и снежная, весна характеризуется сильными дождями и грозами, лето сухое и жаркое, осень солнечная. Преобладают сильные юго-восточные и северо-западные ветры.

## Население
Население коммуны на 2010 год составляло 2952 человека.
| 1962 | 1968 | 1975 | 1982 | 1990 | 1999 | 2010 |
| ---- | ---- | ---- | ---- | ---- | ---- | ---- |
| 463  | 557  | 813  | 1015 | 1324 | 1634 | 2952 |

## Администрация
| Период | Период | Фамилия      | Партия        | Примечания |
| ------ | ------ | ------------ | ------------- | ---------- |
| 2001   | 2008   | Пьер Пюжоль  |               |            |
| 2008   | 2020   | Мишель Симон | Разные правые |            |

## Экономика
В 2010 году среди 2095 человек трудоспособного возраста (15—64 лет) 1709 были экономически активными, 386 — неактивными (показатель активности — 81,6 %, в 1999 году было 75,1 %). Из 1709 активных жителей работали 1564 человека (837 мужчин и 727 женщин), безработных было 145 (73 мужчины и 72 женщины). Среди 386 неактивных 119 человек были учениками или студентами, 158 — пенсионерами, 109 были неактивными по другим причинам.

## Достопримечательности
- Церковь Нотр-Дам (XIX век)
- Замок Ганьяк
- Замок Новиталь

## Фотогалерея

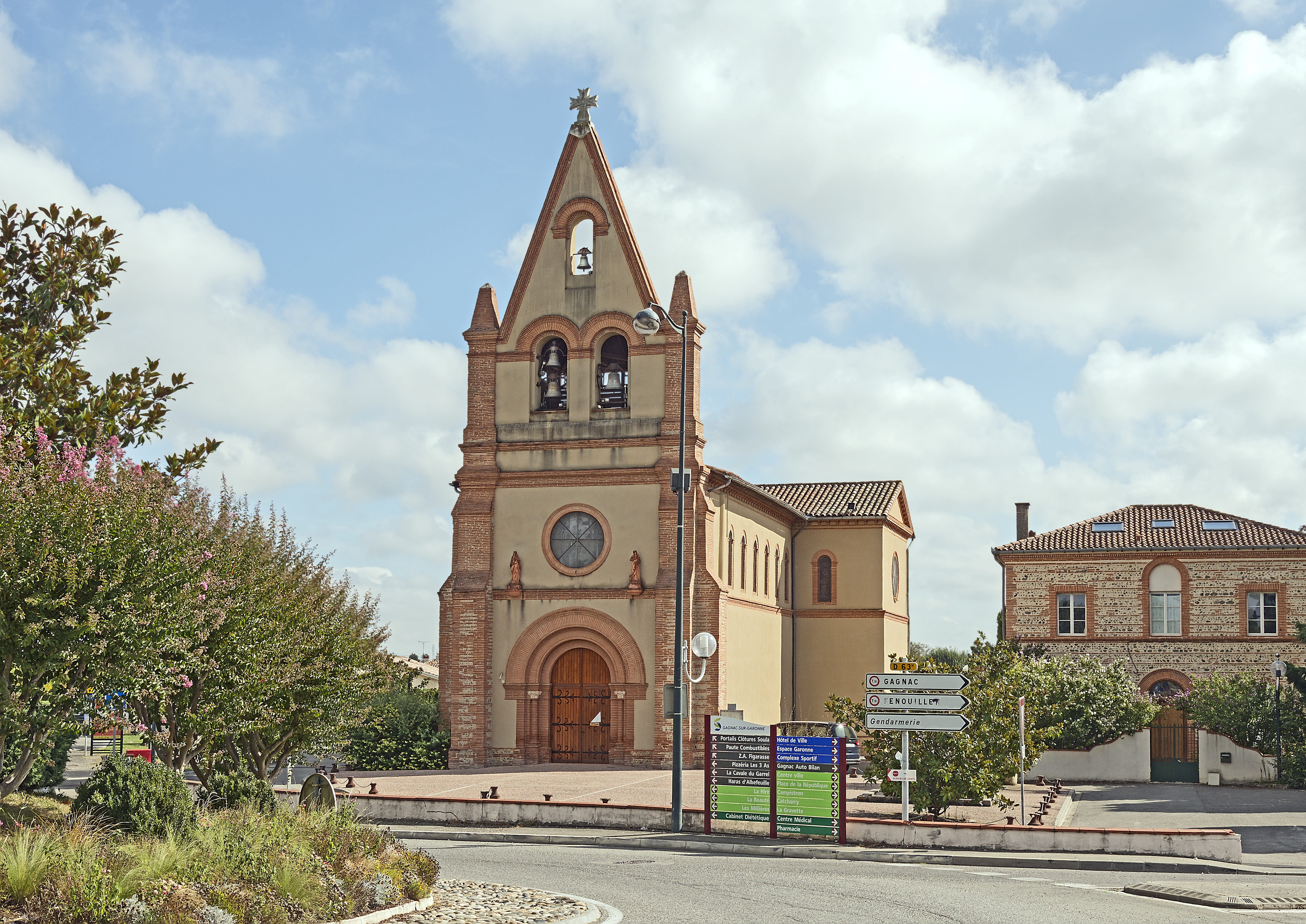
Церковь
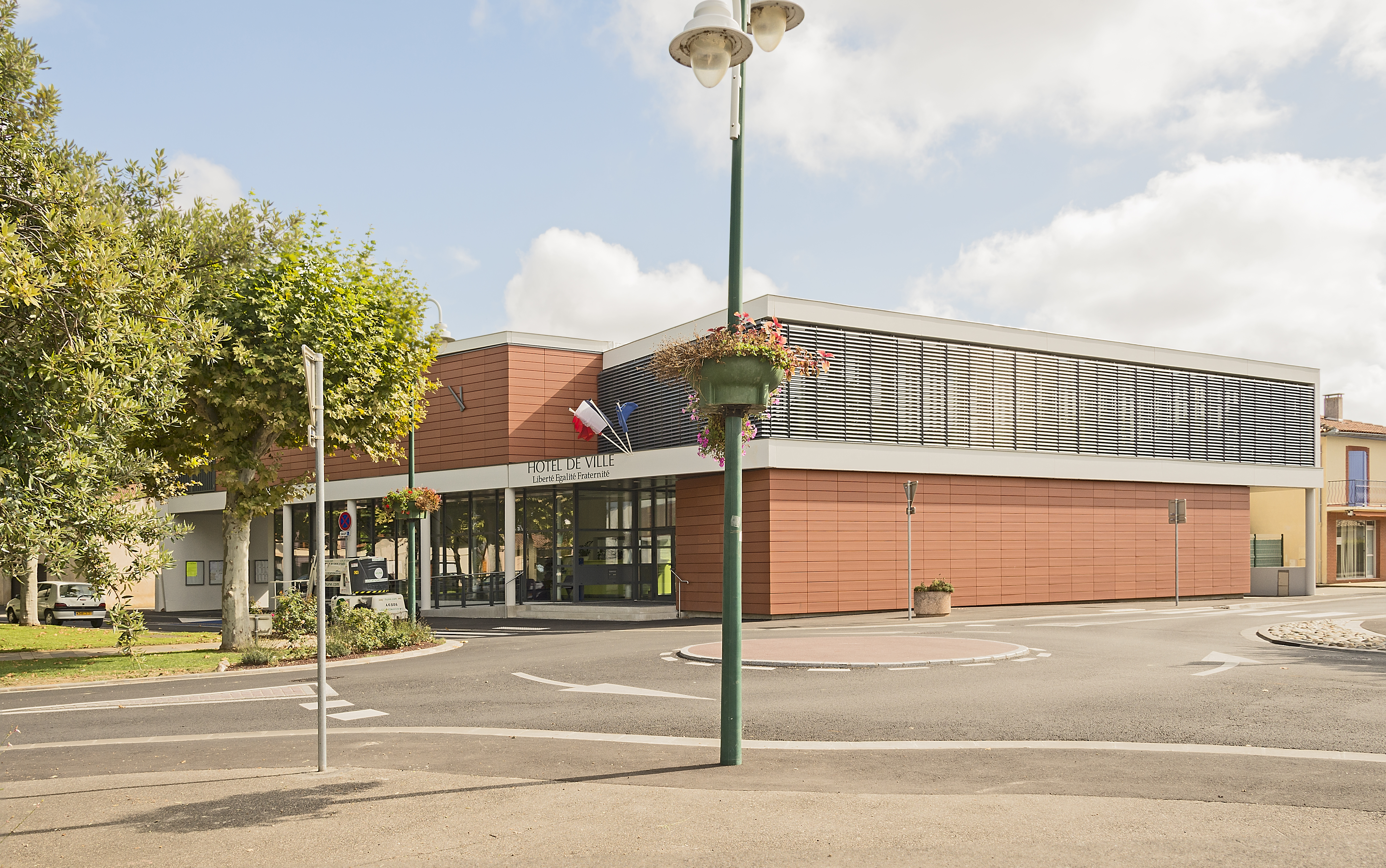
Мэрия
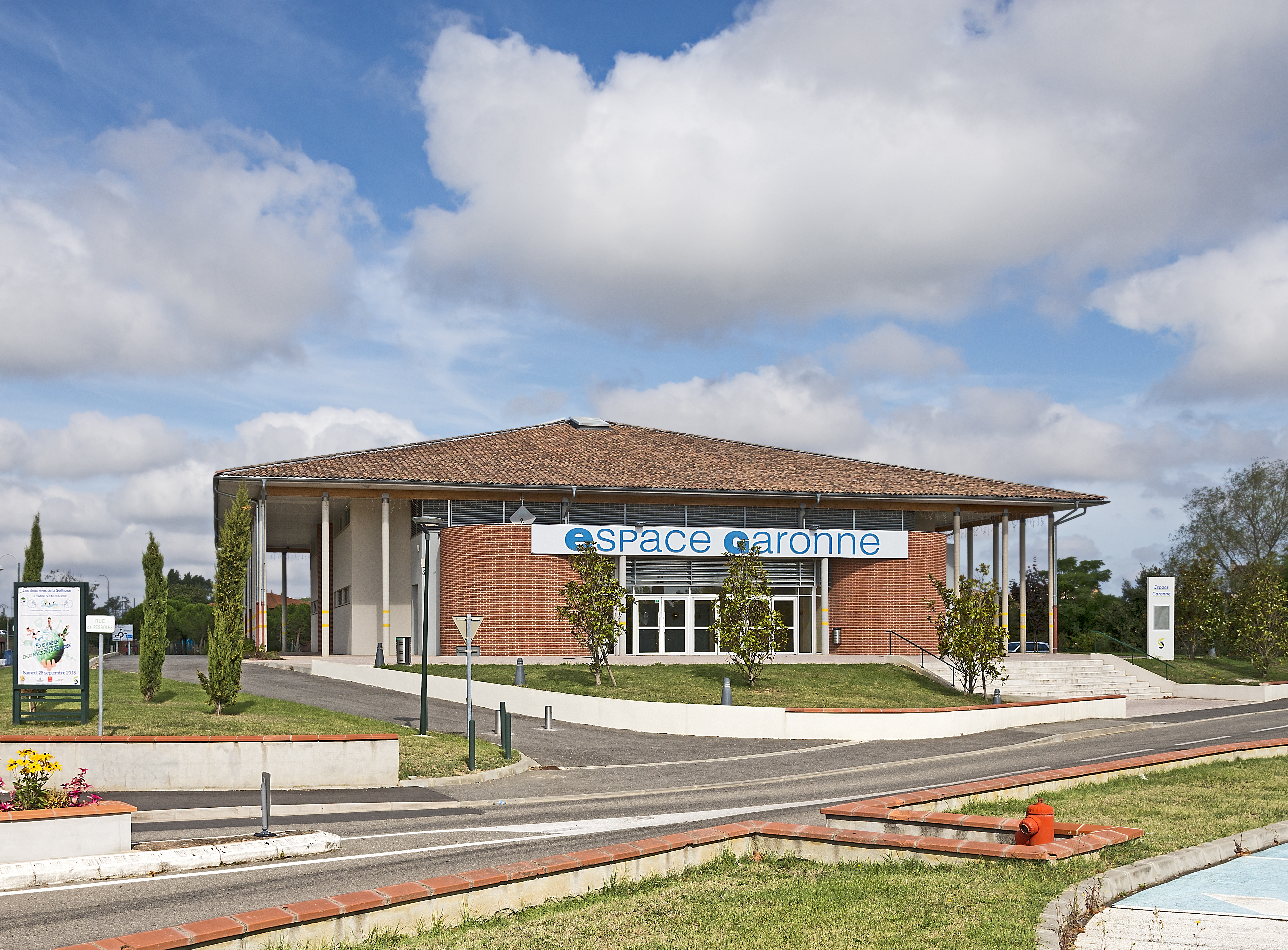
Культурный центр
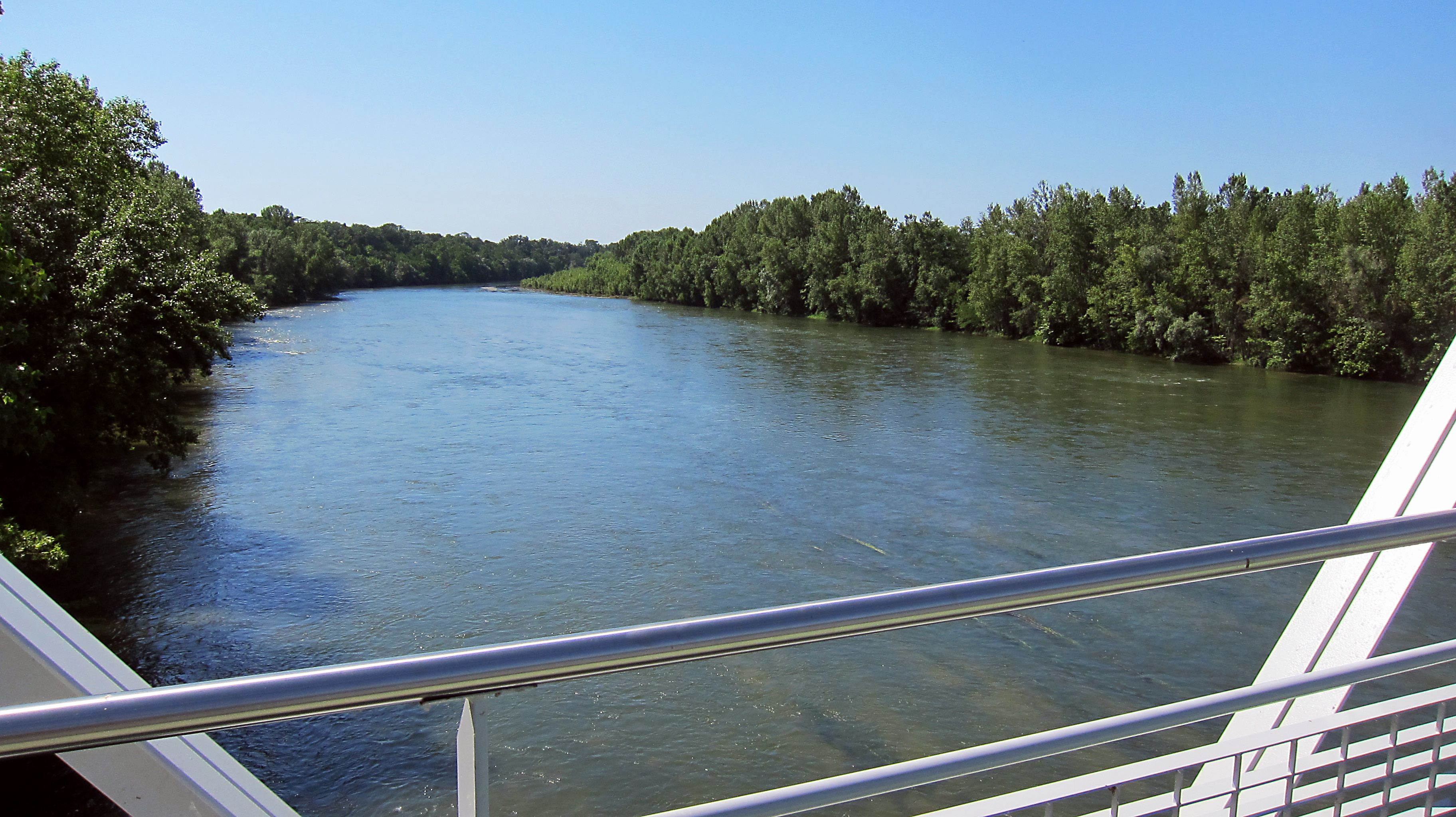
Река Гаронна
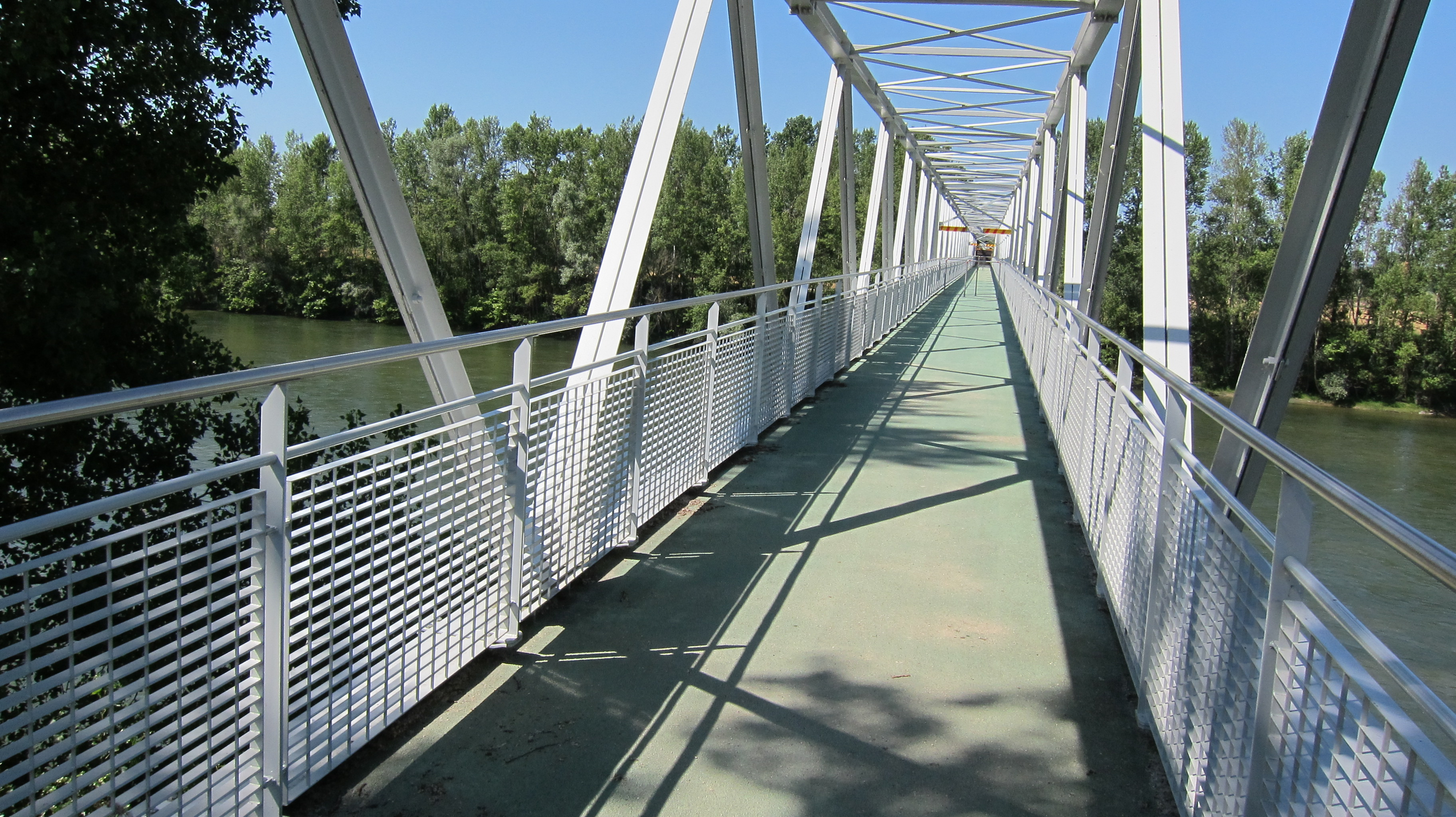
Мост через Гаронну